# Die Faust Gottes
Die Faust Gottes ist ein Roman aus dem Jahr 1994 von Frederick Forsyth, der im Rahmen des Golfkriegs 1991 spielt.

## Roman
Der Roman erschien erstmals 1994 unter dem Titel The Fist of God im Verlag BCA. Die deutsche Ausgabe wurde von Wulf Bergner aus dem Englischen übertragen. Sie erschien 1994 zunächst im Münchener Bertelsmann-Verlag bis zur vierten Auflage. Im selben Jahr kam er beim Orbis-Verlag als Sonderausgabe heraus. 1995 erschien er im  Bertelsmann-Club als ungekürzte Buchgemeinschafts-Lizenzausgabe und ein Jahr später bei Goldmann als Taschenbuch. 2004 kam dann eine Neuveröffentlichung und 2008 eine Neuausgabe.

## Überblick
Der Titel stammt von der Bezeichnung „Qubth-ut-Allah“ ‚Faust Gottes‘ seitens Saddam Husseins für eine Atombombe. Es geht in dem Roman, wie bei mehreren anderen Romanen von Forsyth, um ein „Was-wäre-wenn“-Szenario. Er geht davon aus, dass der damalige irakische Diktator Saddam Hussein im Besitz einer Atombombe war. Demnach erfolgte der Überfall auf Kuwait 1990 mit der Absicht, die Amerikaner zum Eingreifen zu zwingen und einen atomaren Sprengkopf mit Hilfe einer Superkanone auf die massiv auftretenden amerikanischen Truppen zu feuern. Ein solches Szenario war nach dem Wissensstand von 1990 durchaus denkbar.

## Inhalt
Der Einsatz der Atombombe soll durch den britischen Agenten Mike Martin vereitelt werden, der für die Mission ausgewählt wurde, weil er in Bagdad aufgewachsen ist und fließend Arabisch mit irakischem Akzent spricht. Er hält Kontakt zu einem ihm unbekannten Informanten aus dem engeren Führungszirkel der Regierung Saddam Husseins, Codename „Jericho“. Für den Informanten interessiert sich auch der israelische Geheimdienst Mossad, der versucht, den irakischen Informanten über sein österreichisches Nummernkonto namhaft zu machen – und ihm womöglich gleich das Konto abzuräumen.
Das Buch ist in die historischen Ereignisse von 1990/91 eingebunden. Es enthält nicht nur eine mehrschichtige Agentenstory. Ebenso ausführlich werden diverse Denkfabriken in Geheimdienstkreisen geschildert, wo man versucht, sich in die Gedankengänge eines Saddam Hussein hineinzuversetzen und aus seiner Persönlichkeit schlau zu werden. Auch die Tätigkeiten und Nöte der einfachen Armee- und Luftwaffenangehörigen kommen detailliert zur Sprache.
Aus der Sicht nach der Entmachtung Saddam Husseins 2003 ist ein fiktives Memorandum des amerikanischen Strategiestabes interessant: Saddam Hussein sollte nicht getötet bzw. entmachtet werden, da ansonsten Anarchie im Irak drohe. Hannes Hintermeier schreibt in der Frankfurter Allgemeinen Zeitung über Forsyth und sein Werk: „Er … wittert die Themen, setzt sie punktgenau, sei es 1974 mit ‚Die Hunde des Krieges‘ …; seien es die an Umfang zulegenden Thriller aus der Welt der Geheimdienste (‚Das vierte Protokoll‘ 1984; ‚Die Faust Gottes‘ 1994).“

## Hintergrund
Frederick Forsyth hat für den historischen Hintergrund mehrfach auf die Memoiren von General H. Norman Schwarzkopf zurückgegriffen und bis zum wörtlichen Zitat („Okay, gehen wir an die Arbeit“, „Womöglich will Saddam hier eine Atombombe reinwerfen?“) in die Handlung eingebunden.